# Krutträsket (Sorsele socken, Lappland, 726382-158386)
Krutträsket är en sjö i Sorsele kommun i Lappland och ingår i Umeälvens huvudavrinningsområde. Sjön har en area på 0,959 kvadratkilometer och ligger 351,3 meter över havet. Sjön avvattnas av vattendraget Abmobäcken.

## Delavrinningsområde
Krutträsket ingår i det delavrinningsområde (726586-158340) som SMHI kallar för Utloppet av Krutträsket. Medelhöjden är 376 meter över havet och ytan är 19,45 kvadratkilometer. Det finns inga avrinningsområden uppströms utan avrinningsområdet är högsta punkten. Abmobäcken som avvattnar avrinningsområdet har biflödesordning 4, vilket innebär att vattnet flödar genom totalt 4 vattendrag innan det når havet efter 293 kilometer. Avrinningsområdet består mestadels av skog (79 procent). Avrinningsområdet har 1,48 kvadratkilometer vattenytor vilket ger det en sjöprocent på 7,6 procent.